# Браун, Бенджамин
Бенджамин Браун (англ. Benjamin Gene Brown; 27 сентября 1953, Сан-Франциско, Калифорния — 1 февраля 1996, Онтэрио, Калифорния) — американский легкоатлет (бег на короткие дистанции), чемпион летних Олимпийских игр 1976 года в Монреале.

## Биография
В 1971 году он финишировал на 6-м месте на дистанции 440 ярдов на соревнованиях Калифорнийской межшкольной федерации, представляя ныне закрытую среднюю школу Саннивейл (Калифорния). Затем Браун поступил в Калифорнийский университет в Лос-Анджелесе. Он выиграл мужской чемпионат Национальной ассоциации студенческого спорта (NCAA) по лёгкой атлетике 1975 года на дистанции 440 ярдов. Браун финишировал четвёртым в отборочных олимпийских соревнованиях США. Этот результат позволил ему участвовать в Олимпийских играх в Монреале в эстафетной команде.
На Олимпиаде в эстафете 4×400 метров команда США (Герман Фрейзер, Бенджамин Браун, Фред Ньюхаус, Макси Паркс), за которую Браун бежал на втором этапе, завоевала золотые медали (2:58,65 с), опередив сборные Польши (3:01,43 с) и ФРГ (3:01,98 с).
В 1979 году Браун выступал за «Athletes In Action» под руководством тренера Макси Паркса, и выиграл Соревнование чемпионов. В июне 1992 года Бенни Браун в возрасте 38 лет участвовал в чемпионате Masters So Cal по лёгкой атлетике, выиграв бег на 100 и 200 метров. Он был по совместительству тренером команды по лёгкой атлетике Калифорнийского государственного университета в Фуллертоне. Калифорнийский университет принимает у себя соревнования по лёгкой атлетике «Ben Brown Invitational» каждый год в начале марта.
Браун продолжал активно участвовать в корпоративных соревнованиях США, работая в «Hughes Aircraft». Он погиб в автомобильной катастрофе в возрасте 42 лет.